# Listen to the rain
Listen to the rain is een studioalbum van Stephan Micus. Het album werd opgenomen op zijn vaste adres, de Tonstudio Bauer in Ludwigsburg in juli 1983. Echter For Abai and Togshan werd opgenomen in juni 1980 in de WDR-studio in Keulen.

## Musici
- Stephan Micus – gitaar, suling, tamboura, shakuhachi, dilruba

## Muziek
| Nr. | Titel                      | Duur  |
| --- | -------------------------- | ----- |
| 1.  | Dancing with the morning   | 7:21  |
| 2.  | Listen to the rain         | 6:54  |
| 3.  | White paint on silver wood | 8:38  |
| 4.  | For Abai and Togshan       | 20:03 |